# El Borge
El Borge település Spanyolországban, Málaga tartományban. El Borge Málaga, Almáchar, Comares, Cútar, Moclinejo, Totalán, Periana és Riogordo községekkel határos. Lakosainak száma 941 fő (2024).

## Népesség
A település népessége az elmúlt években az alábbi módon változott:
| Lakosok száma | 1018 | 966  | 1041 | 1026 | 1026 | 963  | 940  | 930  | 921  | 941  |
|               | 2001 | 2004 | 2007 | 2009 | 2012 | 2014 | 2017 | 2019 | 2022 | 2024 |